# Tabdi
Tabdi – wieś i gmina w środkowo-południowej części Węgier, w pobliżu miasta Kiskunmajsa. Miejscowość leży na obszarze Wielkiej Niziny Węgierskiej, w komitacie Bács-Kiskun, w powiecie Kiskőrös.
Gmina Tabdi liczy 1127 mieszkańców (2009) i zajmuje obszar 21,39 km².